# Katharina Lehmann
Katharina Lehmann (* 2. August 1967 in Göttingen) ist eine deutsche Schauspielerin. Populär wurde sie als Arzttochter Kerstin Mattiesen, gesch. Kuss, geb. Mattiesen in der Serie Der Landarzt, wo sie in den ersten zehn Staffeln (1987–2001) mitwirkte.

## Filmografie (Auswahl)
- 1979: Die große Flatter
- 1987–2001: Der Landarzt (Fernsehserie)
- 1988: Yasemin
- 1989: Ein Heim für Tiere (Fernsehserie, eine Folge)
- 1991: Allein unter Frauen
- 1996: Praxis Bülowbogen 1 Folge: Die Bienenkönigin
- 2000: Unser Charly 1 Folge: Vertrauenssache
- 2001: Storno
- 2001: Alphateam – Die Lebensretter im OP (Folge 151)
- 2001, 2004: In aller Freundschaft (Fernsehserie), Folge 04x07 – Verwirrung der Gefühle, Folge 07x07 – Amnesie
- 2004: Nikola (Fernsehserie), Folge 08x05 – Der perfekte Mann
- 2009: Résiste – Aufstand der Praktikanten